# Лингвистическая русистика
Лингвисти́ческая руси́стика — комплекс наук о русском языке.
Русистика охватывает не только изучение русского языка, но и  методику преподавания русского языка, изучение русской речевой культуры и коммуникации носителей русского языка с носителями других языков.
- Лингвистическая русистика является составной частью лингвистической славистики.
- С другой стороны, лингвистическая русистика является частью более широкой — страноведческой — дисциплины — русистики как комплексной науки, изучающей, кроме русского языка, также русскую литературу, культуру, историю, этнографию и т. п. При этом в разговорном употреблении термин «русистика» употребляется как сокращённое наименование лингвистической русистики.

Специалисты по лингвистической русистике именуются русистами.

## Периодические издания по русистике
- Русская речь
- Русский язык в научном освещении
- Русский язык в школе
- Русский язык за рубежом
- Русский язык сегодня
- Russian Linguistics